# ناکون ساوان
ناکون ساوان (به لاتین: Nakhon Sawan) یک شهر در تایلند است که در استان ناکون ساوان واقع شده‌است. ناکون ساوان ۲۷٫۸۷ کیلومتر مربع مساحت و ۱۱۴٬۵۲۰ نفر جمعیت دارد و ۳۳ متر بالاتر از سطح دریا واقع شده‌است.